# Chirograf

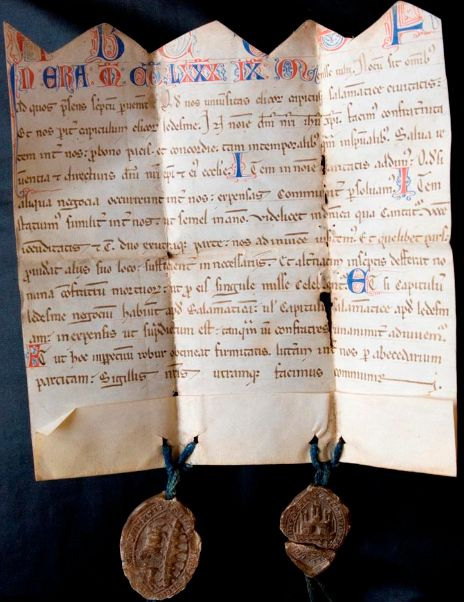
Chirograf z roku 1252 ze španělské obce Ledesma

Chirograf, též charta partita (lat. rozdělená listina) je druh středověké listiny, kdy byl text vícekrát (zpravidla dvakrát) napsán na jeden pergamen a poté rozdělen specifickým způsobem (klikatým rozstřižením apod.) Přiložením obou shodných částí k sobě bylo do budoucna zaručeno ověření pravosti listiny a platnosti obsahu. Tento způsob se užíval především v Anglii a v severní Evropě v období, kdy se pečeť ještě neprosadila jako hlavní ověřovací znamení. Jako způsob ověřování pravosti byl značně nepraktický (k ověření pravosti byla nutná přítomnost obou smluvních stran), a proto se na kontinentu příliš nerozšířil.

## Použití
Text byl napsán dvakrát, výjimečně třikrát na jeden pergamen, který byl následně rozdělen na části (charta paricola). Přestřižení psací látky se učinilo nepravidelnou linií. Listina měla poté tři strany rovné a čtvrtou nepravidelnou, zubatou. Jednu část získal příjemce, druhou si ponechal vydavatel nebo byla uložena u důvěryhodné osoby (např. veřejného notáře). V místě přestřižení mohl být též napsán text – heslo nebo průpovídka (tzv. znamení chirografu). Velmi častým slovem, které písaři používali v místě rozdělení, bylo přímo chirographum. Některé chirografy měly jen jeden hlavní text a v horní části pergamenu toto znamení. Tato část se poté rovněž odstřihla (charta indentata). Ověření pravosti listiny proběhlo poté přiložením buď dvou identických textů k sobě nebo připojením přestiženého slova tak, aby se obě části doplňovaly a souhlasily.
Později byly chirografy doplňovány i pečetěmi, aby se zvýšila právní jistota dokumentu.